# 野依良治
野依良治（日语：／ Noyori Ryōji ?，1938年9月3日—），日本化学家，專長有機化学。曾任理化学研究所所长，現任名古屋大学特別教授等職。文化勳章表彰。文化功勞者。中國科學院外籍院士，中央研究院名譽院士，日本学士院會員。
野依教授因有關不对称合成的贡献获得2001年诺贝尔化学奖。他是日本人首位諾貝爾獎暨沃爾夫獎雙料得主，也是繼湯川秀樹、朝永振一郎之後，第3位獲頒羅蒙諾索夫金質獎章的日本人諾貝爾獎得主。

## 生平

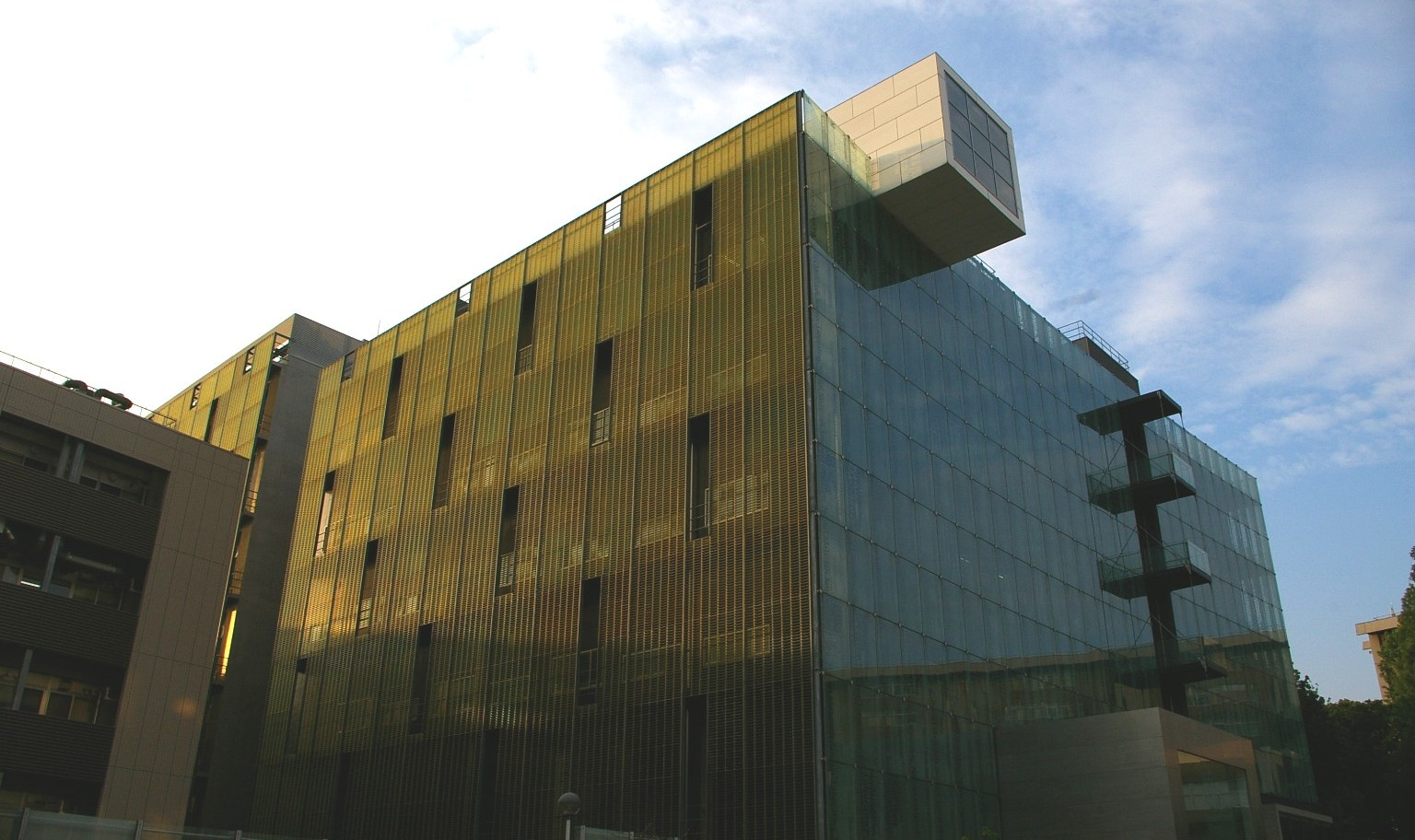
野依紀念物質科学研究館
(名古屋大学)

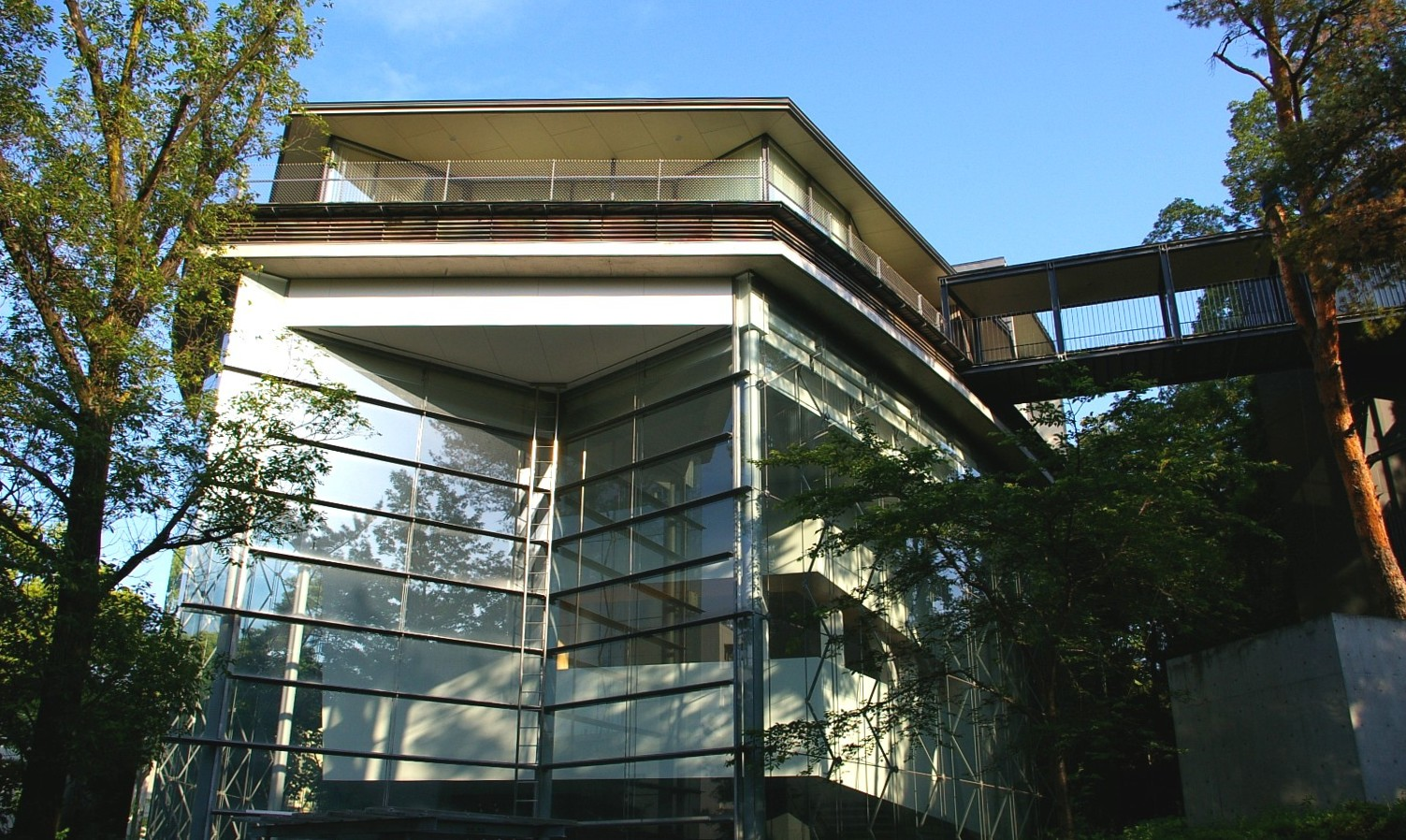
野依紀念学術交流館
(名古屋大学)

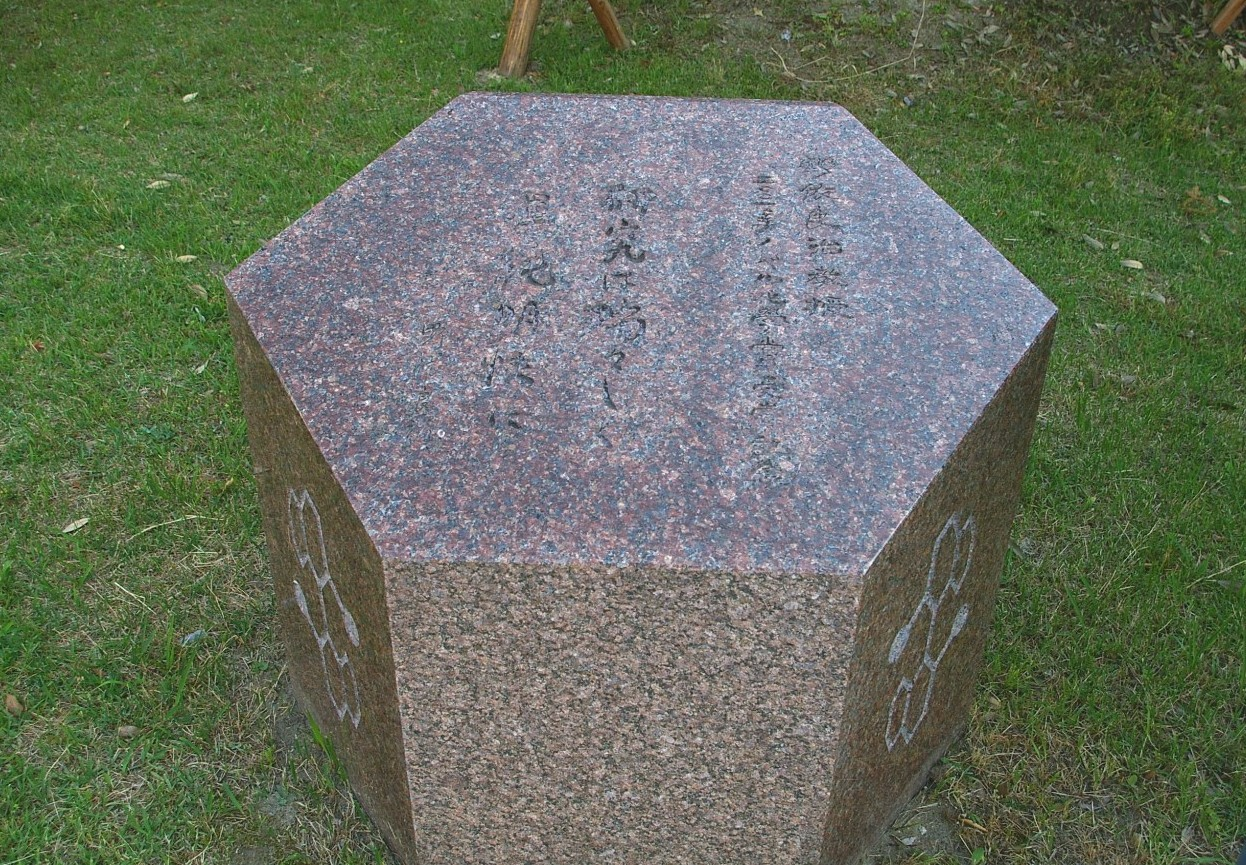
「研究は瑞々しく、単純明快に」
名古屋大学東山校區

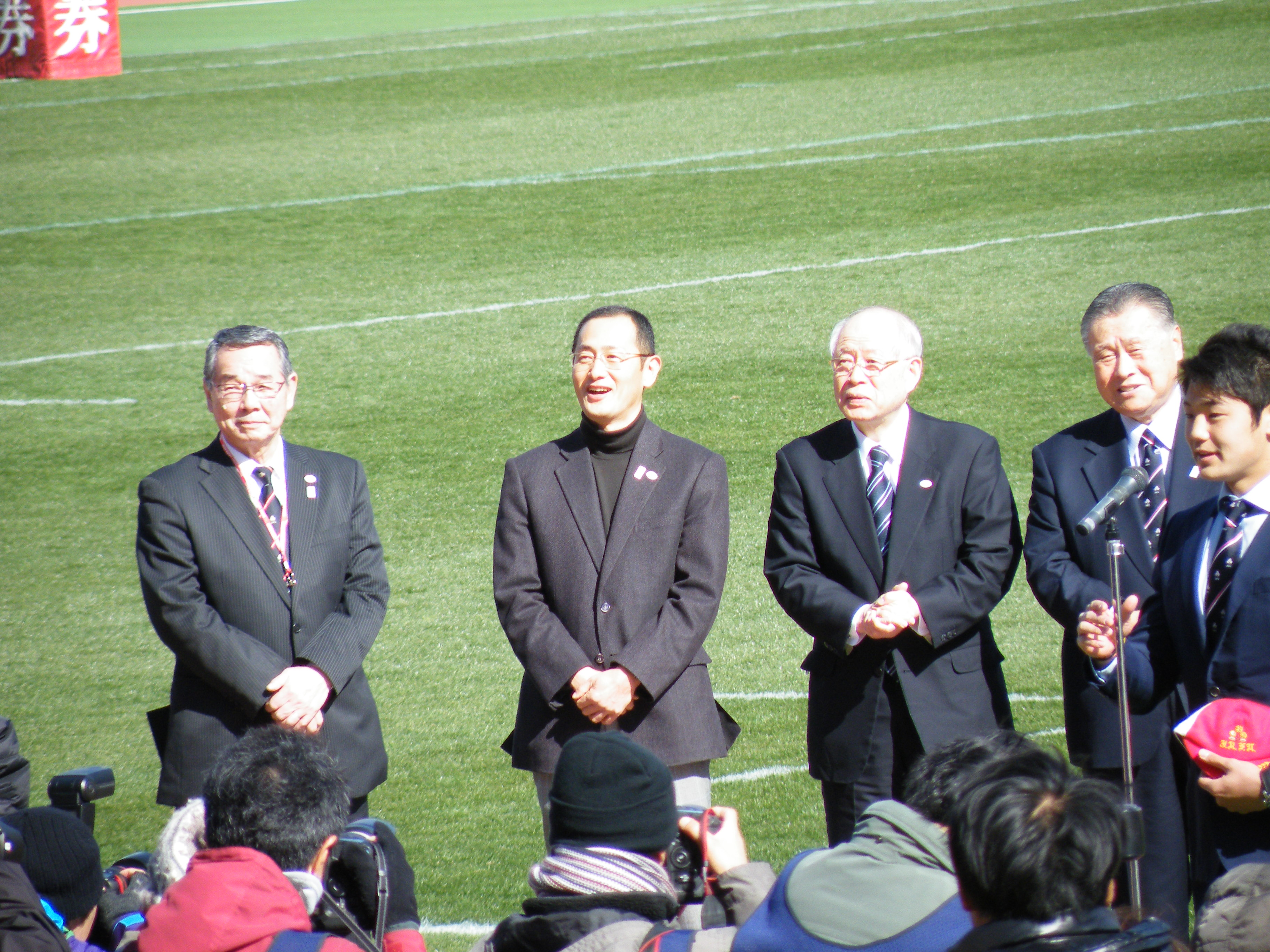
野依良治和山中伸彌參加第50屆全日本橄欖球錦標賽開幕儀式

野依良治於1938年9月3日誕生在大日本帝國兵库县，是家中長子。翌年（1939年），野依的雙親在德國至日本神戶的旅途中結識湯川秀樹，湯川在十年後（1949年）獲得了日本第1個諾貝爾獎。
1945年終戰時，野依全家疏散至神戶避難，他因此進入名校兵庫師範學校男子部附屬小學校（現·神戶大學附屬住吉小學校）就讀。12岁时，野依在听过一场关于尼龙的报告后，对化学产生了浓厚的兴趣。他相信化学具有“从没有价值中创造巨大价值”的作用。
1951年4月，野依考入日本一流中學私立灘中學。1957年4月，考入京都大学，在京大完成學士、博士（1967年）學位。期間取得名古屋大學工學碩士學位。
1968年，在平田義正的招攬下，野依擔任名古屋大学副教授，當時年僅30歲。翌年在哈佛大学教授艾里亚斯·詹姆斯·科里（1990年諾貝爾化學獎得主）的课题组做了一段博士后研究。美國時期，他與巴里·夏普萊斯建立了合作關係。1972年返回名古屋大学，被聘为全职教授。
2001年，諾貝爾獎100周年之際，野依良治與舊識夏普萊斯分享了諾貝爾化學獎，成為第10位日本人諾貝爾獎得主。2003年開始擔任日本最高學術機構理化学研究所（RIKEN）所长，至2015年卸任為止，執掌RIKEN長達11年半，是在位時間最長的所長。

## 不對稱合成
野依良治和他的同事發現BINAP和銠的絡合物可作为不对称氢化反应催化剂，對於合成(-)-薄荷醇非常有效。野依良治的團隊与高砂香料工業公司合作，将该方法工業化。目前高砂香料工業每年产3,000噸ee高达94%的單一(-)-薄荷醇對映異構體。該包含不對稱合成的合成方法以香葉烯為起點。香葉烯、二乙胺與鋰生成含烯丙基的胺。然後BINAP和銠的絡合物催化該胺化合物發生異構化反應、酸性水解、从而生成R-香茅醛。溴化鋅作爲路易斯酸地催化R-香茅醛發生分子內關環的羰基ene反應生成異蒲勒醇。然後異蒲勒醇被氫化為(1R,2S,5R)-(-)-薄荷醇。

## 榮譽
野依良治獎以他命名。 2000年，野依獲頒法國雷恩第一大學榮譽博士學位，他曾於1995年在該校任教。2005年，他獲頒德國慕尼黑工業大學與亞琛工業大學的名譽博士學位。 野依野在2005年被選為皇家學會（ForMemRS）的外籍會員。
他還獲得了一系列獎項：
- 1978年　松永獎
- 1982年　中日文化獎
- 1985年　日本化學會獎
- 1991年　John G. Kirkwood Award（美國化學會與耶魯大學）
- 1992年　朝日獎
- 1993年　四面體獎
- 1995年　日本學士院獎
- 1997年　Arthur C. Cope Award（美國化學會）
- 1997年　Chirality Medal
- 1999年　費薩爾國王國際獎（英语：King Faisal International Prize）
- 2001年　沃爾夫化學獎
- 2001年　諾貝爾化學獎
- 2009年　羅蒙諾索夫金質獎章

## 發言
2014年，名古屋大學的諾貝爾獎得主達到6人之多，野依因此在2015年1月30日的慶典中說：「我身為在名古屋茁壯的研究者，感到相當自豪」。
2015年10月5日，北里大學特別榮譽教授大村智獲頒日本人第3個諾貝爾生理學或醫學獎。10月9日，野依與大村會談，恭賀大村「達成了北里柴三郎教授的悲願」。

## 外部連結
- （日語）
- （日語）